# Omul negru (film)
Omul negru (titlu original: Boogeyman) este un film american și neozeelandez din 2005 regizat de Stephen Kay. Este creat în genurile supranatural de groază. Rolurile principale au fost interpretate de actorii Barry Watson, Emily Deschanel, Skye McCole Bartusiak și Lucy Lawless. Scenariul este scris de Eric Kripke, Juliet Snowden și Stiles White pe baza unei povestiri de Eric Kripke. Filmul a avut succes în ciuda recenziilor negative și a fost urmat de Omul negru 2 (Boogeyman 2, 2007) și Omul negru 3 (Boogeyman 3, 2008).

## Prezentare
Tim este un tânăr jurnalist la o revistă universitară și, deși are o viață aparent normală, continuă să sufere de o traumă suferită în copilărie. Tim se teme foarte tare de întuneric după ce a asistat la uciderea tatălui său de către o creatură necunoscută, cu cincisprezece ani în urmă. Acesta este Boogeyman, omul negru.
După ani de zile, psihanalistul său îi spune că, dacă vrea să scape de frica sa, trebuie să se întoarcă în casa tatălui său ca să afle dacă ceea ce a văzut acolo cu cincisprezece ani în urmă a fost ceva real sau doar fantezia unui copil...

## Distribuție
- Barry Watson - Tim Jensen
  - Aaron Murphy - tânărul Tim Jensen
- Emily Deschanel - Kate Houghton
- Skye McCole Bartusiak - Franny Roberts
- Tory Mussett - Jessica
- Andrew Glover - Boogeyman
- Charles Mesure - Mr. Jensen
- Lucy Lawless - Mary Jensen
- Phil Gordon - Unchiul Mike
- Jennifer Rucker - Pam
- Scott Wills - Co-Worker
- Michael Saccente - Jessica's Father
- Louise Wallace - Jessica's Mother
- Brenda Simmons - Jessica's Grandmother
- Josie Tweed - Jessica's Sister
- Ian Campbell  - Mr. Roberts
- Robyn Malcolm -   Dr. Matheson
- Olivia Tennet - Terrified Girl
- Edward Campbell - Priest
- Andrew Eggleton - Jessica's Brother-in-law

## Producție
Este produs de Ghost House Pictures, Rose & Ruby, Senator International și Pacific Renaissance Pictures Ltd.. Cheltuielile de producție s-au ridicat la 20 de milioane $.

## Lansare și primire
A avut premiera la 4 februarie 2005, fiind distribuit de Screen Gems. Filmul a avut încasări de 67 de milioane $.